# Villa Lancellotti
Villa Lancellotti è una delle dodici Ville Tuscolane.

## Storia
Fu costruita nel 1582 dal cardinale Bonanni
e successivamente fu ristrutturata nel 1730 dal nuovo proprietario il principe Pietro Piccolomini che le diede il nome di villa Piccolomini. Alla fine dei lavori fu posta una lapide sopra l'ingresso della villa con l'iscrizione "PETRUS PICCOLOMINEUS ANNO MDCCLXIV".
Fu in questa villa che il cardinale Cesare Baronio scrisse nel 1607 la sua opera Storia della Chiesa. Il re Carlo Emanuele IV di Savoia vi fu ospite nell'ottobre del 1805 e ricevette per un soggiorno il papa Pio VII.
Nel 1840 la villa fu venduta al Cavaliere bavarese Francis Mehlem e nel 1855 fu affittata dalla scrittrice George Sand, che vi soggiornò dal 31 marzo al 19 aprile con suo figlio Maurice ed il suo segretario Alexandre Manceau.
Nel 1866 la villa venne acquistata e ristrutturata dal principe Filippo Lancellotti (1843-1915) e da sua moglie la principessa Anna Elisabetta Borghese Aldobrandini (1847-1927) e prese il nome di villa Lancellotti.

## Descrizione
All'interno del palazzo ci sono stanze decorate con scene allegoriche della vita di campagna, affreschi del pittore Ciro Ferri (1634-1689). Il giardino della villa è un giardino all'italiana che include un ninfeo del XVI secolo.  Nel salone d'ingresso al piano terra è presente un mosaico in tessere bianche e nere trovato nel 1863 a Tuscolo in un terreno di proprietà dell'Eremo Tuscolano dei camaldolesi. Delle statue trovate durante gli scavi di Tusculum ornano la villa.

Una parte del giardino della villa è diventato parco pubblico con il nome di Parco dell'Ombrellino.

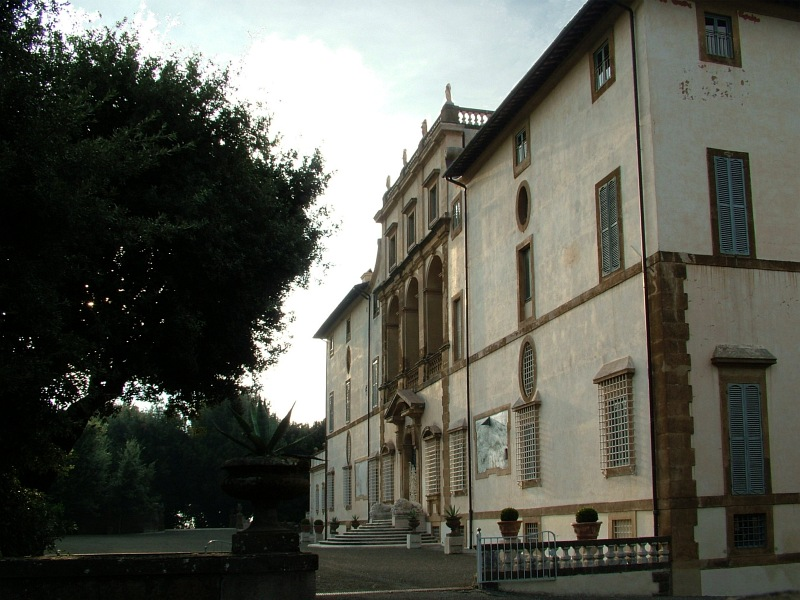
Villa Lancellotti
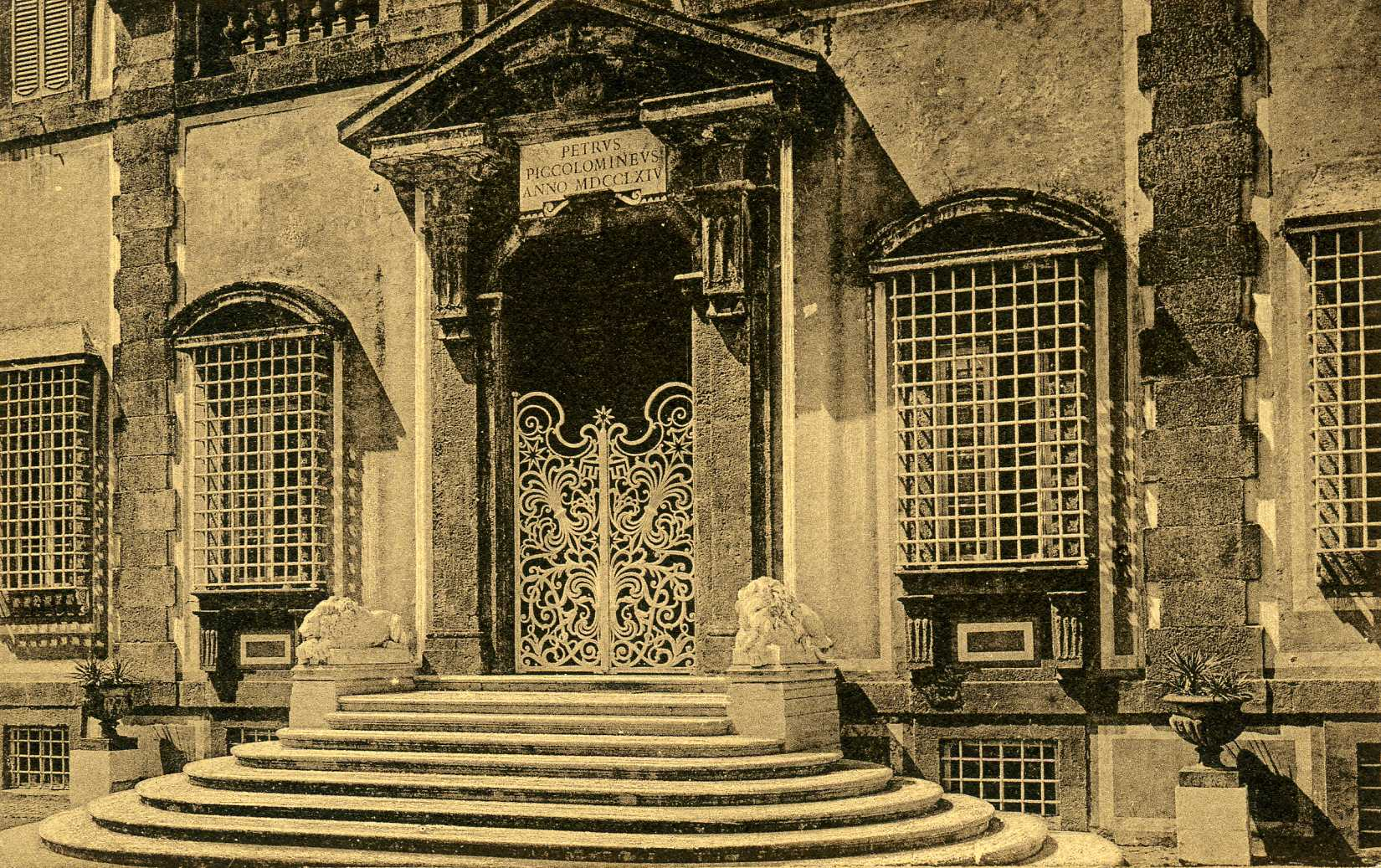
L'ingresso del Palazzo di Villa Lancellotti
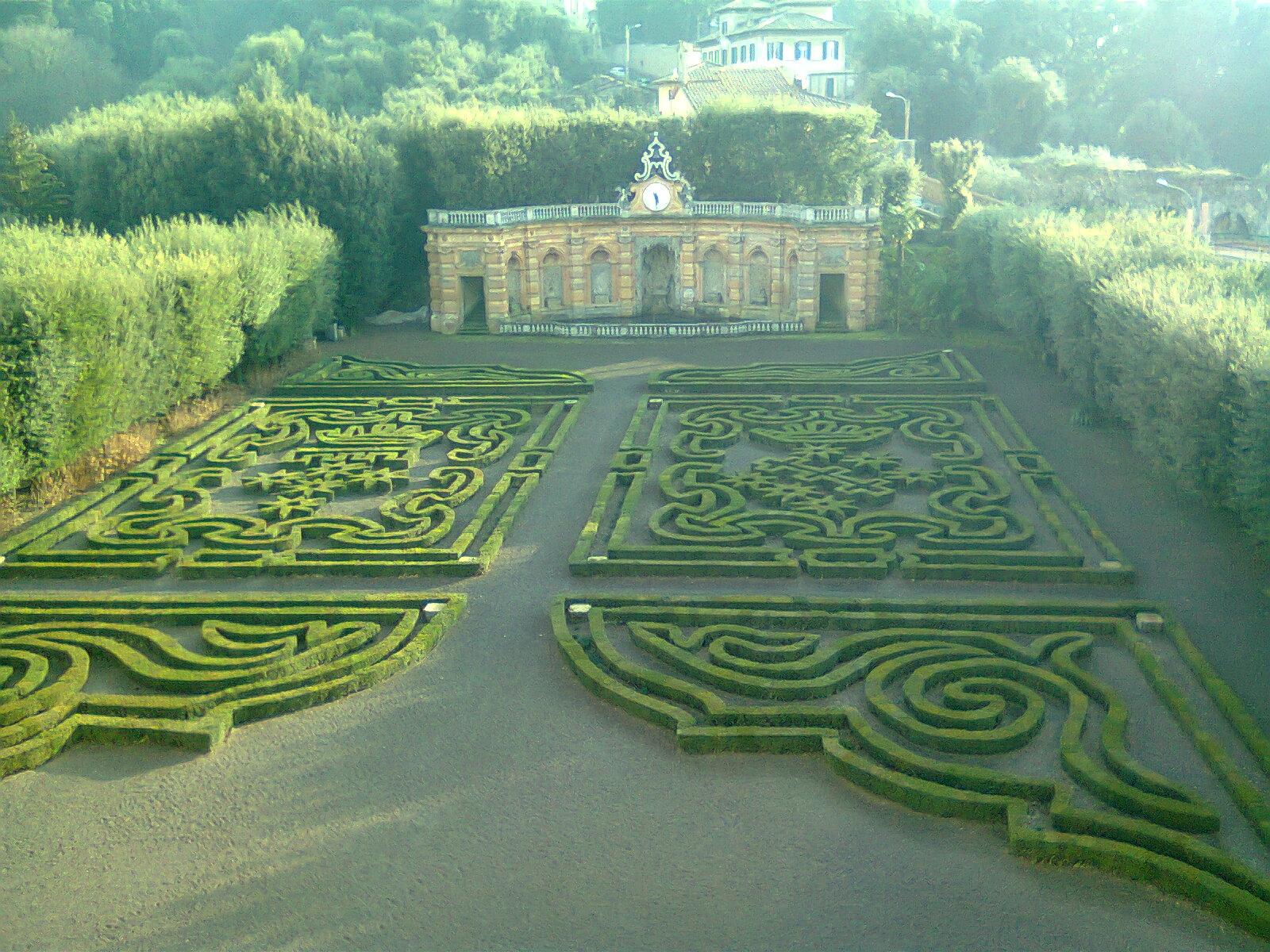
Giardino e Ninfeo
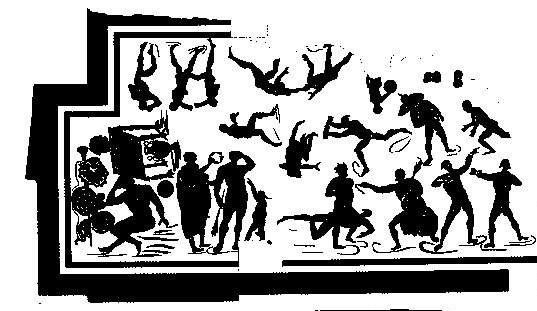
Pavimento a mosaico dell'androne di Villa Lancellotti rinvenuto nel 1862 nella proprietà dell'Eremo Tuscolano di Camaldoli a Tuscolo